# (6779) Perrine
(6779) Perrine ist ein Asteroid des Hauptgürtels, der am 20. Februar 1990 von der tschechischen Astronomin Zdeňka Vávrová am Kleť-Observatorium (IAU-Code 046) in der Nähe der Stadt Český Krumlov entdeckt wurde.
Der Asteroid wurde nach dem in den USA geborenen Astronomen Charles Dillon Perrine (1867–1951) benannt, der später in Argentinien lebte und arbeitete, und 1904 und 1905 zwei Monde des Planeten Jupiter, die heute als Himalia und Elara bekannt sind, entdeckte. Darüber hinaus war er Entdecker oder Mitentdecker mehrerer Kometen, darunter der wieder verloren gegangene Komet 18D/Perrine-Mrkos.